# Зуева, Ольга Юрьевна
Ольга Юрьевна Зуева (род. 26 октября 1983, Владивосток) — российская модель, актриса и кинорежиссёр. Первым полнометражным фильмом в качестве режиссёра стал фильм «На районе» 2016 года, вышедший на экраны в 2018 году.

## Биография
Родилась во Владивостоке 26 октября 1983 года. Её отец, Юрий Зуев, был чемпионом России по мотокроссу.
После окончания школы поступила на факультет туризма Дальневосточного государственного университета.
В возрасте 15 лет Ольга была замечена как модель и начала свою карьеру в мире моды в Токио, Япония. В 17 лет переехала в Европу, где продолжила свою модельную карьеру в Париже, Лондоне и Милане. Снималась для различных брендов класса люкс и участвовала в рекламных кампаниях.
В 2006 году переехала в Нью-Йорк и изучала актёрское мастерство в студии Сьюзен Бэтсон. Её актёрский дебют состоялся с небольшой ролью в американском боевике 2010 года «Солт». Она сыграла мать героини Анджелины Джоли из флешбека в 1970-е годы.
В 2013 году окончила Школу общественного взаимодействия со степенью в области гуманитарных наук.
После съёмок в нескольких короткометражных фильмах Ольга дебютировала со своим первым полнометражным фильмом На районе в 2018 году, который имел широкий театральный релиз по всей России.

## Личная жизнь
С 2014 по 2019 год состояла в отношениях с российским актёром Данилой Козловским. Их дочь Зуева Ода Валентина родилась в феврале 2020 года в Нью-Йорке. Ольга работает и живёт в Нью-Йорке вместе с дочерью.

## Фильмография
| Год  |     | Название                                                                 | Роль                     |
| ---- | --- | ------------------------------------------------------------------------ | ------------------------ |
| 2010 | ф   | Солт                                                                     | мать Ченкова             |
| 2011 | кор | Печать ответа                                                            | режиссёр                 |
|      | с   | Официально красивые                                                      | Имя персонажа не указано |
| 2011 | ф   | Вольф с E                                                                | продавщица               |
| 2014 | ф   | Любовь — странная штука                                                  | Евгения                  |
| 2014 | кор | Такое настроение, адажио Баха и небольшой фрагмент из жизни девушки Лены | Имя персонажа не указано |
| 2014 | кор | Мрамор и плоть                                                           | Ева                      |
| 2015 | кор | Мусорный бак слева                                                       | Кейт                     |
| 2018 | ф   | Тренер                                                                   | Варя, врач-реабилитолог  |
| 2018 | ф   | На районе                                                                | режиссёр                 |